# Motores de Fórmula 1
| Fórmula 1 Mundial de Pilotos • Mundial de Constructores Grandes Premios • Circuitos • Pilotos • Motores • Reglamentación • Puntuaciones • Neumáticos Historia Antecedentes • 1950-1999 • 2000- Récords • Récords de pilotos |
| Portal:Fórmula 1 |

La Fórmula 1 ha sufrido a lo largo de la historia gran variedad de cambios en el reglamento que ha afectado a los motores. Esto ha llevado a la utilización de diferentes tipos de propulsores desde 1947, época en la que la actual Federación Internacional del Automóvil (FIA) se reunió para concretar las reglas que pilotos y monoplazas debían obedecer.

## Funcionamiento
Actualmente los Fórmula 1 usan motores de combustión interna de 1.6 litros V6 90° de cuatro tiempos turboalimentado.
La potencia que produce un motor de Fórmula 1 se obtiene al operar a una velocidad de rotación muy alta, hasta 15.000 revoluciones por minuto (rpm). Esto contrasta con los motores de automóviles de carretera, que con un tamaño similar de motor, normalmente no sobrepasa las 6.000 rpm. La configuración básica de un motor de Fórmula 1 aspirado no se vio modificada en gran parte desde el Cosworth DFV 1967  y la presión efectiva media (PME) se mantuvo alrededor de 14 bar. Hasta mediados de la década de 1980, los motores de Fórmula 1 se limitaban a alrededor de 12,000 rpm debido al uso de los resortes metálicos tradicionales utilizados para cerrar las válvulas. La velocidad requerida para operar las válvulas del motor a mayor rpm requería resortes más rígidos, lo que aumentaba la pérdida de potencia para impulsar el árbol de levas y las válvulas hasta el punto en que la pérdida no compensaba la ganancia de potencia mediante el aumento de las vueltas por minuto. Fueron reemplazados por muelles de válvula neumática introducidos por Renault, que tienen una tasa creciente (velocidad progresiva) que les permite tener una tasa de resorte extremadamente alta con carreras de válvula más grandes sin aumentar los requisitos de potencia de conducción en carreras pequeñas, disminuyendo así la pérdida de potencia general. Desde la década de 1990, todos los fabricantes de motores de Fórmula 1 utilizaron muelles de válvulas neumáticas con aire presurizado que permiten a los motores alcanzar velocidades de más de 20.000 rpm.

## Motor de carrera corta
Los coches de Fórmula 1 usan motores de carrera corta. Para operar el motor a altas velocidades, la carrera debe ser relativamente corta para evitar fallos catastróficos, por lo general de la biela que se encuentra bajo grandes esfuerzos a estas velocidades. Tener una carrera corta significa que se requiere un diámetro relativamente grande para alcanzar un cilindrada total de 1,6 litros. Esto da como resultado una carrera de combustión menos eficiente, especialmente a menos revoluciones. La carrera de un motor de Fórmula 1 es de aproximadamente 53 mm, mientras que el diámetro del cilindro de 80,0 mm, lo que se conoce como una configuración supercuadrado.
Además del uso de resortes de válvula neumática, la alta velocidad de rotación del motor de Fórmula 1 ha sido posible gracias a los avances en metalurgia y diseño permitiendo unos pistones más ligeros y unas bielas que soporten las aceleraciones necesarias para alcanzar velocidades tan altas. El desarrollo en el diseño también permite unos extremos de biela y unos cojinetes principales más angostos. Esto permite mayores rpm con menos acumulación de calor perjudicial para el rodamiento. En cada carrera, el pistón pasa de una parada virtual a casi el doble de la velocidad media (aproximadamente 40 m/s), y de nuevo volver a cero. Esto ocurre una vez para cada uno de los cuatro tiempos del ciclo: una admisión (abajo), una compresión (arriba), una explosión (encendido-abajo), un escape (arriba). La aceleración máxima del pistón se produce en el punto muerto superior y está en torno de los 95.000 m/s2, aproximadamente 10.000 veces la gravedad estándar (10,000 G).

## Historia
Los motores de Fórmula 1 han pasado por una variedad de regulaciones, fabricantes y configuraciones a través de los años.

### 1943-1953
Esta utilizaba el reglamento previo a la guerra de motores voiturette, con motores de 4,5 L atmosféricos y 1,5 L sobrealimentados. Las 500 Millas de Indianápolis (que era una cita en el Campeonato Mundial de Pilotos de Fórmula 1 desde 1950 en adelante) utilizaban las regulaciones de la preguerra, con motores atmosféricos de 4,5 L y 3,0 L sobrealimentados. El rango de potencia llegaba hasta los 425 CV (317 kW), aunque el BRM Tipo 15 de 1953 supuestamente alcanzó 600 CV (447 kW) con un motor sobrealimentado de 1,5 L.
En 1952 y 1953, el Campeonato Mundial de Pilotos se rigió bajo las normas de Fórmula 2, pero el reglamento existente de Fórmula 1 se mantuvo vigente y se celebraron varias carreras de Fórmula 1 en esos años.

### 1954-1960

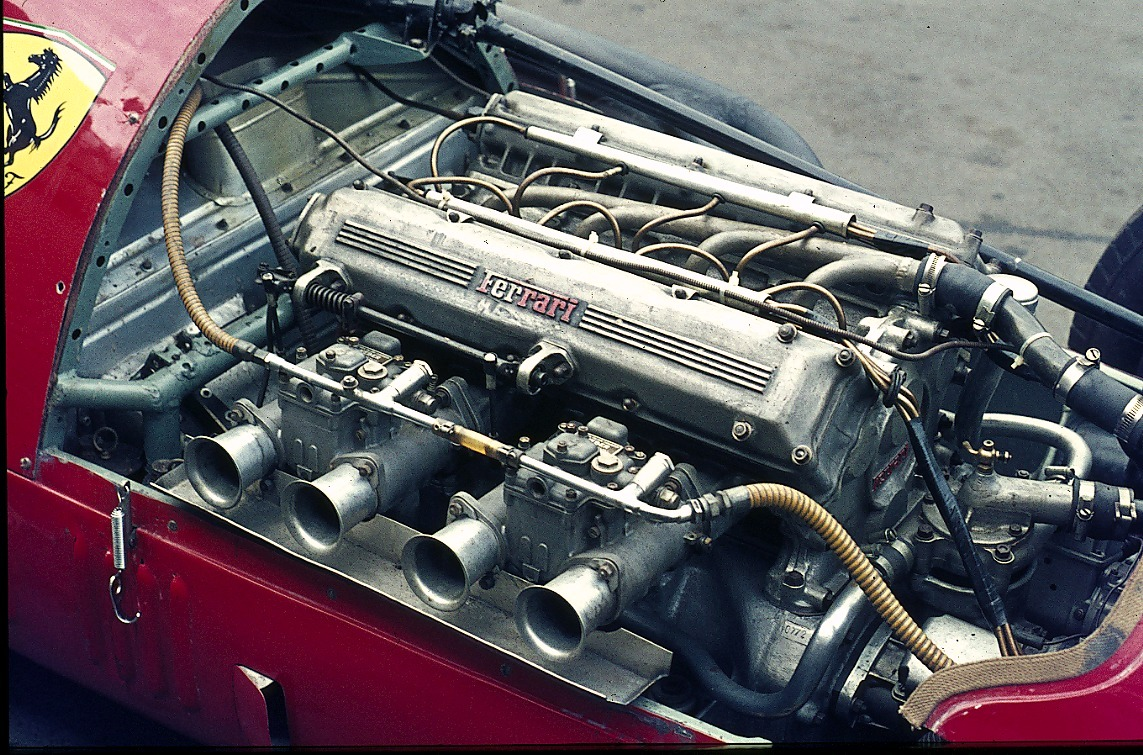
Ferrari 625 de 1954.

El tamaño del motor se redujo a 2,5 L para los automóviles con aspiración atmosférica, y para los sobrealimentados se redujo a 750 cc, pero ningún constructor realizó un motor con esta última especificación para el Campeonato Mundial. Las 500 millas de Indianápolis continuaron usando las viejas regulaciones de la preguerra. El rango de potencia llegaba hasta los 290 CV (216 kW).

### 1962-1965
Introducido en 1962 en medio de algunas críticas, la nueva especificación de motor reducido de 1,5 L tomó el control en la F1 al igual que todos los equipos y fabricantes cambiaron la posición del motor de una posición delantera previa a una posición media tras el piloto. Aunque inicialmente no tenían mucha potencia, cinco años más tarde la potencia promedia había aumentado casi un 50% y los tiempos por vuelta eran mejores que en 1960. La antigua especificación de 2,5 L se mantuvo para las carreras de Fórmula Internacional, pero esto no tuvo mucho éxito hasta la presentación de  Australia y Nueva Zelanda durante la temporada de invierno, dejando a los autos de 1.5 L como los asientos individuales más rápidos en Europa durante este tiempo. El rango de potencia estaba entre 150 CV (112 kW) y 225 CV (168 kW).

### 1966-1986

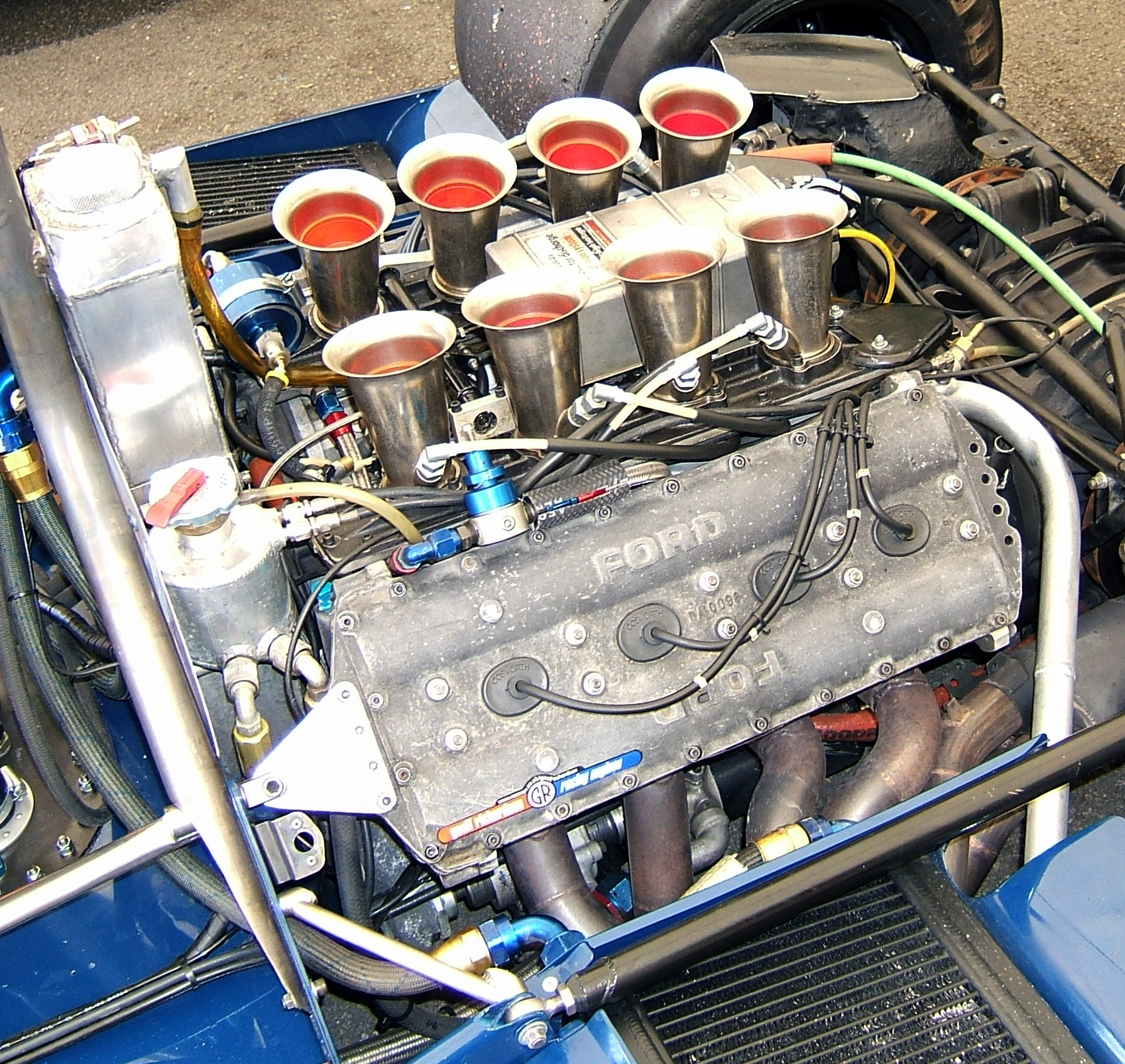
Ford-Cosworth DFV de 1978.

En 1966, los coches deportivos eran capaces de superar a los coches de Fórmula 1 gracias a motores mucho más grandes y potentes, por lo que la FIA aumentó la capacidad del motor a 3,0 L para los atmosféricos y a 1,5 L para los motores sobrealimentados. Aunque algunos fabricantes habían estado aclamando por unos motores más grandes, el cambio no fue suave y 1966 fue un año de transición, con versiones de 2,0 L de los motores V8 BRM y Coventry Climax que fueron utilizados por varias escuderías. La aparición del Cosworth DFV de producción estándar en 1967 hizo posible que pequeñas escuderías se unieran a la serie con un chasis diseñado internamente. Los dispositivos de compresión se permitieron por primera vez desde 1960, pero no fue hasta 1977 cuando un fabricante realmente tuvo el interés y se pudo financiar el desarrollo y la construcción de uno. Fue Renault con su nuevo Gordini V6 Turbo que debutó en el Gran Premio de Gran Bretaña en el Circuito de Silverstone ese mismo año. En 1980, Renault demostró que la turboalimentación era el camino a seguir para seguir siendo competitivo en la Fórmula 1 (particularmente en circuitos de gran altitud como Kyalami en Sudáfrica e Interlagos en Brasil); este motor tenía una considerable ventaja de potencia frente a los motores de aspiración natural Ford-Cosworth DFV, Ferrari y Alfa Romeo. Después de esto, Ferrari introdujo su nuevo motor turboalimentado en 1981.
Tras estos acontecimientos, el propietario de Brabham Bernie Ecclestone consiguió que BMW fabricara un motor cuatro en línea turboalimentado desde 1982 en adelante. Y en 1983, Alfa Romeo fabricó un motor V8 turboalimentado, y desde ese mismo año en adelante, Honda, Porsche, (etiquetado como TAG), Ford-Cosworth y otras compañías más pequeñas fabricaron motores turboalimentados, en su mayoría V6 biturbo. A mediados de 1985, todos los equipos que participaban en la competición montaban un motor turbo en su automóvil. Para 1986, las curvas de potencia estaban alcanzando valores sin precedentes, con todos los motores alcanzando más de 1.000 CV durante la calificación sin restricciones de presiones del turbo para la  sobrealimentación; Esto se vio fácilmente en los motores BMW de los coches de Benetton que alcanzaron alrededor de los 1.350 CV con una presión de sobrealimentación de 5,5 Bar durante la tanda de calificación. Sin embargo, estos motores y cajas de cambios eran muy poco fiables debido a la inmensa potencia que desarrollaba el motor, y sólo duraban unas cuatro vueltas. Para la carrera, la presión del turbocompresor se restringió para garantizar la fiabilidad del motor; Pero, los motores aún producían una potencia entre 850 - 1000 CV en carrera. El rango de potencia de 1966 a 1986 se encontraba entre 285 CV (210 kW) a 500 CV (370 kW) en los aspirados, mientras que los motores turbos desarrollaban una potencia de entre 500 CV (370 kW) a 900 CV (670 kW) en carrera, en calificación de hasta 1.350 CV (1.010 kW) . Siguiendo las experiencias en Indianápolis, en 1971 Lotus realizó algunos experimentos sin éxito con una turbina Pratt & Whitney instalada en un chasis con tracción 4WD.

### 1987-1988

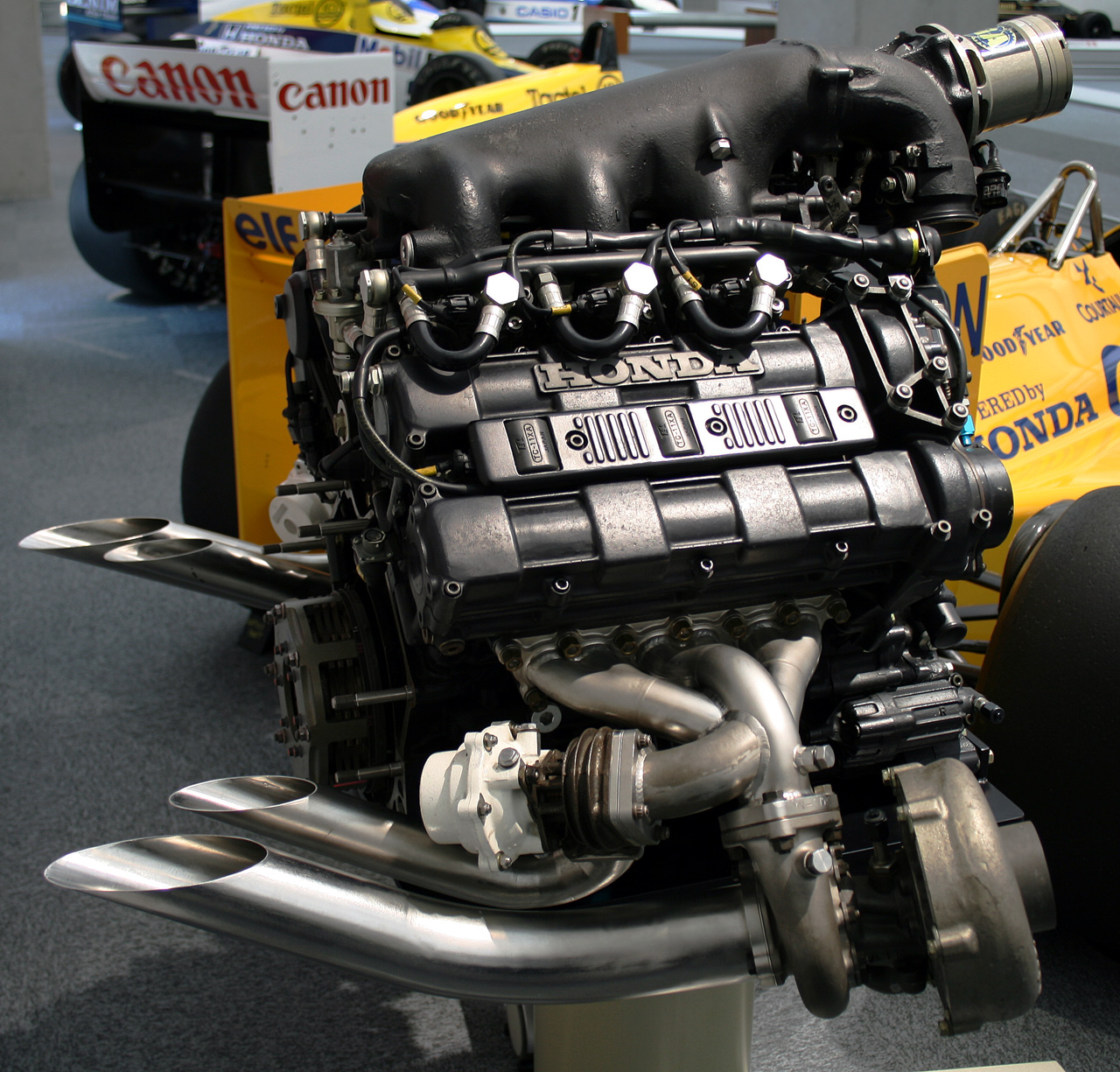
Honda RA168E de 1988.

Tras la dominación del turbo, la inducción forzada se permitió durante dos temporadas antes de su eventual prohibición. Las regulaciones de la FIA limitaron la presión que éste ejercía, a 4 bar en calificación en 1987 para los motores 1,5 L turbo; y permitió especificaciones para los motores aspirados más grande llegando a los 3,5 L de capacidad. Estas temporadas seguirían dominadas por los motores turboalimentados, el Honda RA167E V6 que permitió a Nelson Piquet ganar la temporada de Fórmula 1 de 1987 con un Williams ganando también el campeonato de constructores, seguido por TAG-Porsche P01 V6 incluido en el McLaren y Honda nuevamente con el anterior RA166E para Lotus y Ferrari con su 033D V6.
El resto de la parrilla fue propulsada por el Ford GBA V6 turbo con Benetton. El único motor de aspiración natural, el Ford Cosworth DFZ 3.5 L V8 derivado del DFV, que producía 575 CV (429 kW) en el Tyrrell, Lola, AGS, March y Coloni. El BMW M12/13, motor cuatro en línea turbo, se encontraba en Brabham BT55 inclinado casi horizontalmente, y en posición vertical bajo las marcas Megatron, Arrows y Ligier, produciendo 900 CV (670 kW) a 3.8 bar en carrera. Zakspeed estuvo construyendo su propio cuatro en línea turbo, Alfa Romeo iba a impulsar a los Ligiers con un cuatro en línea, pero el acuerdo fracasó después de que se llevaran a cabo las pruebas iniciales. Alfa todavía estaba representada por su viejo 890T V8 utilizado por Osella y Minardi estaba impulsado por un Motori Moderni V6.
La temporada de Fórmula 1 de 1988 estuvo nuevamente dominada por motores turbo a 2.5 bar y Honda con su RA168E V6 turbo produciendo 640 CV (477 kW) a 12.500 rpm en calificación, esta vez con los pilotos de McLaren Ayrton Senna y Alain Prost ganando todos los grandes premios, excepto uno ganado por Ferrari con su 033E V6, con aproximadamente 650 CV (485 kW) a 12.800 rpm en calificación. Justo detrás, Ford presentó su DFR 3,5 L V8 produciendo 620 CV (462 kW) a 11.000 rpm para Benetton, y el Megatron BMW M12/13 con sus 640 CV (477 kW) todavía impulsaba a Arrows por delante del Lotus-Honda. Judd introdujo su 3,5 L V8 para March, Williams y Ligier con 600 CV (447 kW), y el resto de la parrilla utilizaba principalmente el Ford Cosworth de 590 CV (440 kW) de años anteriores, excepto Zakspeed con su propio motor de 640 CV (477 kW) ) y Alfa-Romeo con su V8 turbo de 700 CV (522 kW) para Osella.

### 1989-1994
Los turbocompresores fueron prohibidos en la temporada de Fórmula 1 de 1989 dejando solo una especificación posible, motores 3,5 L de aspiración natural. Honda todavía era dominante con su RA109E V10 72° produciendo 675 CV (503 kW) a 13.000 rpm en los coches de McLaren, permitiendo a Prost ganar el campeonato frente a su compañero Senna. Tras ellos estaban los Williams con motor Renault RS01 V10 67° dando 650 CV (485 kW) a 14.300 rpm. Ferrari con su 035/5 V12 65° desarrollando 660 CV (492 kW) a 13.000 rpm. Detrás, la parrilla fue propulsada principalmente por Ford Cosworth DFR V8 con 620 CV (462 kW) a 10.750 rpm, excepto algunos Judd CV V8 para Lotus, Brabham y EuroBrun, y dos bólidos extraños: Lamborghini 3512 V12 80° de 620 CV (460 kW) que alimentaba los Lola, y el Yamaha OX88 V8 75° con 560 CV (420 kW) en los coches Zakspeed. Ford comenzó a probar su nuevo diseño, el HBA 1 V8 75° en los Benetton.

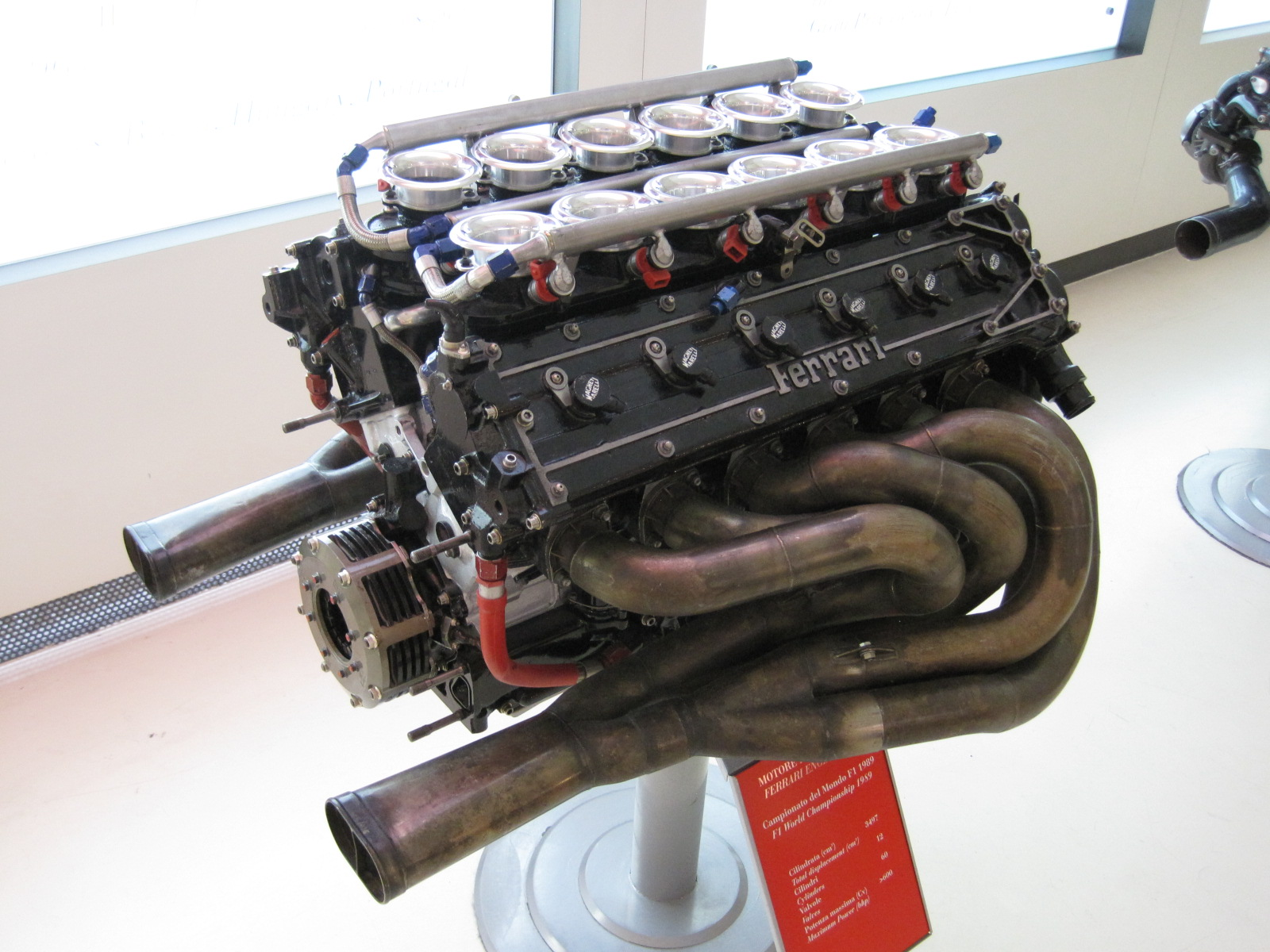
Ferrari Tipo 035/5 de 1989.

La temporada 1990 de Fórmula 1 estuvo nuevamente dominada por Honda en McLaren con los 690 CV (515 kW) a 13.000 rpm del motor RA100E, impulsando a Ayrton Senna y Gerhard Berger por delante de los Ferrari Tipo 036, que producían 680 CV (507 kW) a 12.750 rpm de Alain Prost y Nigel Mansell. Detrás de ellos, el Ford HBA4 para Benetton y el Renault RS2 para Williams con 660 CV (492 kW) a 12.800 rpm lideraban el conjunto impulsado por los motores Ford DFR y Judd CV. Las excepciones fueron el Lamborghini 3512 en Lola y Lotus, y el nuevo Judd EV V8 76° dando 640 CV (477 kW) a 12.500 rpm en los monoplazas de Leyton House y Brabham. Los dos nuevos contendientes fueron los Life que se construyeron un F35 W12 con tres bancos de cuatro cilindros a 60°, y Subaru le dio a Coloni un motor bóxer de 12 cilindros, el Subaru 1235 de Motori Moderni.
Honda seguía liderando la temporada de Fórmula 1 de 1991 en el McLaren de Senna con 710 CV (529 kW) a 13.000 rpm con el RA121E V12 60°, justo por delante del Williams potenciado por el Renault RS3 que se beneficiaba de sus 700 CV (520 kW) a 12.500 rpm. Ferrari estaba detrás con su Tipo 037, un nuevo V12 de 65° que proporciona 710 CV (529 kW) a 13.800 rpm que también impulsa a Minardi, justo delante del Ford HBA4 /5/6 en los coches de Benetton y Jordan. Detrás, Tyrrell estaba usando el motor previo de Honda, el RA109E. Judd presentó su nuevo GV con Dallara dejando el anterior EV a Lotus. Yamaha dio su OX99 V12 70° con sus 660 CV (492 kW) a Brabham, mientras que los motores Lamborghini fueron utilizados por Modena y Ligier. Ilmor presentó su LH10 V10, con 680 CV (507 kW) a 13.000 rpm, que acabaría convirtiéndose en Mercedes con Leyton House, y Porsche obtuvo un poco de éxito con su 3512 V12 para Footwork Arrows; el resto de las escuderías utilizarían los motores Ford DFR.
Para el final de la temporada de 1994, el 043 de Ferrari estaba generando 820 CV (611 kW) a 15.800 rpm.

### 1995-2005

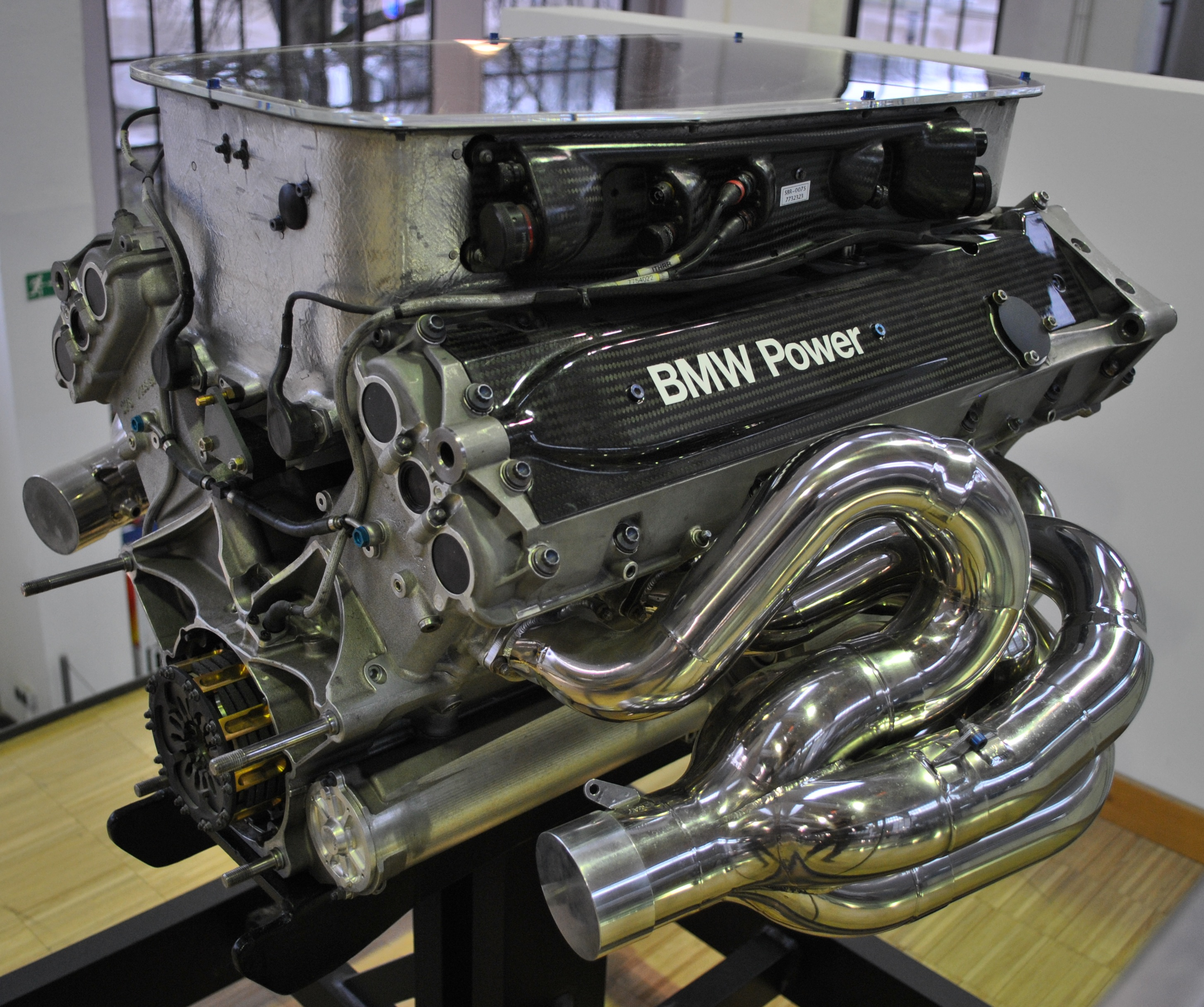
BMW E41 de 2000.

Esta era usaba uno motores de 3.0 litros, con una potencia que oscilaba entre 650 hp (485 kW) y 1,000 hp (746 kW). Renault fue el proveedor de motores dominante con su Motor Renault RS V10entre 1991 y 1997, ganando cinco campeonatos mundiales con Williams y Benetton. De 1998 a 2000 fue el poder del V10 Mercedes el que determinó que Mika Häkkinen ganara dos campeonatos mundiales. Ferrari, por su parte, mejoró gradualmente con su motor. Para 1996, cambiaron el tradicional motor V12 a un motor V10 más pequeño, más ligero y con menos consumo. Preferían la fiabilidad a la potencia, perdiendo ante Mercedes en términos de potencia. En el GP de Japón de 1998, se dijo que la especificación del motor 047D de Ferrari producía más de 800 CV (600 kW) y desde el año 2000 nunca les faltó potencia ni fiabilidad.
BMW comenzó a suministrar sus motores a Williams desde el año 2000. En la primera temporada, el motor era muy fiable, aunque un poco corto de potencia en comparación con las unidades de Ferrari y Mercedes. BMW siguió adelante con su desarrollo de motores. El P81, utilizado durante la temporada 2001, fue capaz de alcanzar 17.810 rpm. Lamentablemente, la fiabilidad fue un gran problema con varias explosiones durante la temporada. El BMW P82, el motor utilizado por el equipo BMW Williams F1 en 2002, había alcanzado una velocidad máxima de 19.050 revoluciones por minuto en su etapa final de evolución. También fue el primer motor en la era V10 de 3.0 litros en atravesar el muro de 19.000 rpm. Ocurrió durante la calificación del Gran Premio de Italia de 2002.  El motor P83 de BMW utilizado en la temporada 2003 logró unos impresionantes 19.200 rpm y superó la marca de 900 CV (670 kW) y pesando menos de 91 kg.

### 2006-2013
Para 2006 se produjo un cambio radical en la normativa. Los motores debían ser V8 de capacidad máxima de 2,4 litros con un diámetro circular máximo de 98 mm, que implica una carrera de 39,8 mm en el diámetro máximo. Los motores deben tener dos válvulas de admisión y dos de escape por cilindro, naturalmente aspirados (atmosféricos) y tener un peso mínimo de 95 kg. Los motores del año anterior con un limitador de revoluciones fueron permitidos para 2006 y 2007 para equipos que no pudieron desarrollar un motor V8, como Scuderia Toro Rosso usando un Cosworth V10 con limitador de revoluciones, después de que Red Bull tomara el control del exequipo Minardi, que no incluía los nuevos motores.
Enfriar el aire antes de que éste entrara en los cilindros, la inyección de cualquier sustancia que no fuese aire y combustible en los cilindros, los sistemas de admisión y escape de geometría variable y la sincronización variable de las válvulas fueron completamente prohibidos. Cada cilindro puede tener solo un inyector de combustible y una sola bujía. Se utilizaron dispositivos de arranque separados para arrancar los motores tanto en los pits como en la parrilla de salida. El cárter y el bloque de cilindros tenían que estar hechos de aleaciones de aluminio fundido o forjado. El cigüeñal y los árboles de levas debían estar hechos de una aleación de hierro, los pistones de una aleación de aluminio y las válvulas de aleaciones basadas en hierro, níquel, cobalto o titanio. Estas restricciones se aplicaron para reducir los costos de desarrollo en los motores.
La reducción en la capacidad tenía como objetivo ofrecer propulsores cuya potencia fuera alrededor del 20% menor a los anteriores motores V10 3.0L, para reducir las velocidades crecientes de los monoplazas de Fórmula 1. Contrariamente, hubo casos en los que el rendimiento del coche mejoró, como ocurrió en 2006 con el equipo Toyota F1. La escudería nipona anunció una potencia aproximada de 740 CV (552 kW) a 18.000 rpm para su nuevo motor RVX-06, aunque las cifras exactas son, por supuesto, difíciles de obtener.

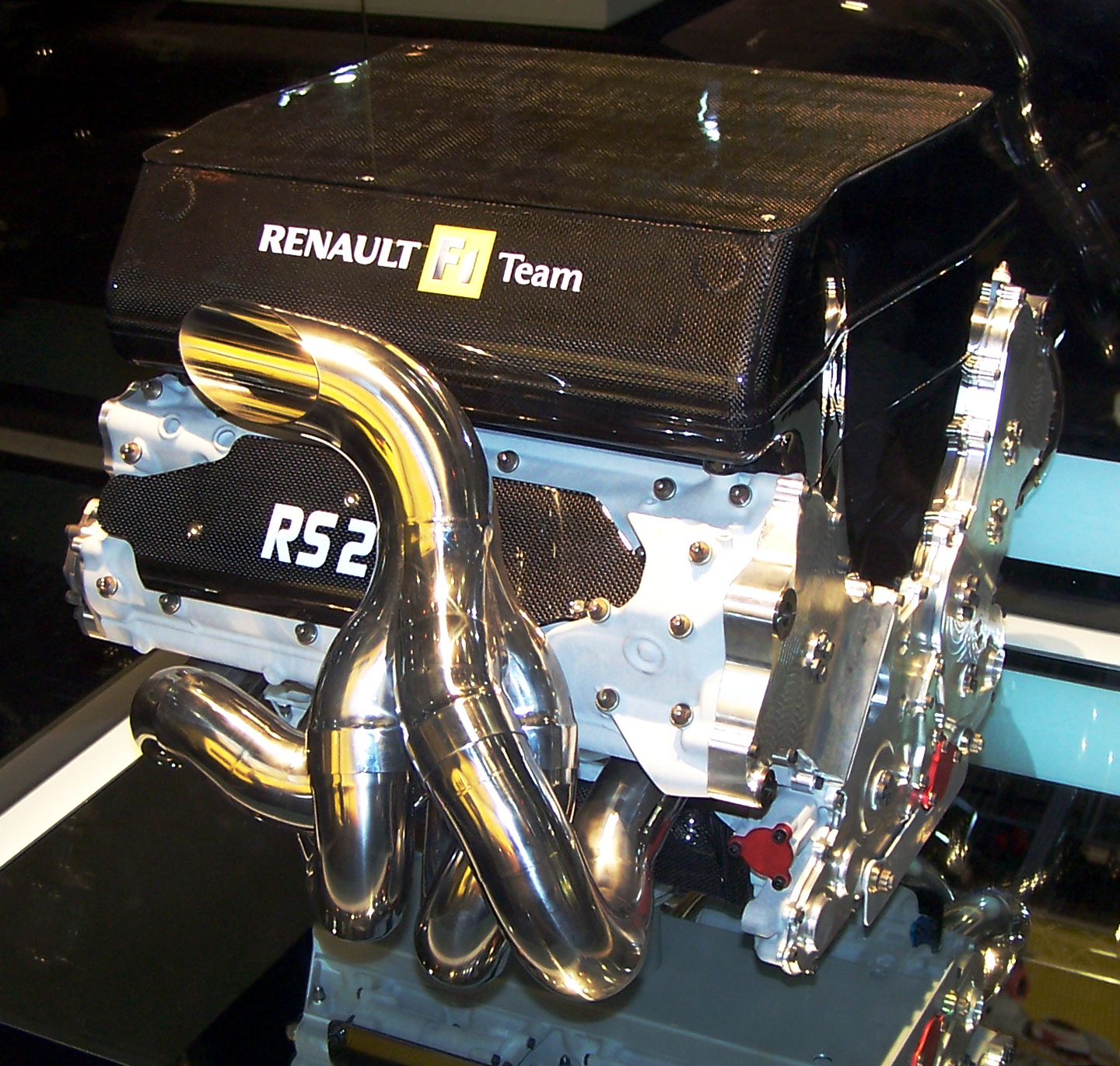
Renault RS27 de 2007.

La especificación del motor se congeló en 2007 para mantener bajos los costos de desarrollo. Los motores que se usaron en el Gran Premio de Japón 2006 se usaron para las temporadas 2007 y 2008 y se limitaron a 19.000 rpm. En 2009, el límite se redujo a 18.000 rpm y se permitió a cada conductor usar un máximo de 8 motores durante la temporada. Cualquier conductor que necesitara montar algún motor adicional durante un fin de semana, sería penalizado con 10 posiciones en la parrilla de salida del Gran Premio en cuestión. Esto aumentaba la importancia de la fiabilidad, aunque el efecto solo fue visible hacia el final de la temporada. Ciertos cambios de diseño destinados a mejorar la fiabilidad del motor se pudieron llevar a cabo con el permiso de la FIA. Esto ha llevó a algunos fabricantes de motores, especialmente a Ferrari y Mercedes, a explotar esta capacidad al realizar cambios en el diseño que no solo mejoran la fiabilidad, sino que también aumentaron la potencia del motor. Como se demostró que el motor de Mercedes era el más fuerte, la FIA permitió la ecualización de los motores para permitir que otros fabricantes igualaran la potencia a la del propulsor alemán.
2009 vio la salida de Honda de Fórmula 1. El equipo fue adquirido por Ross Brawn, creando Brawn GP y el BGP 001. Con la ausencia del motor Honda, Brawn GP adaptó el motor Mercedes V8 al chasis BGP 001. El equipo de nueva marca ganó tanto el Campeonato de Constructores como el Campeonato de Pilotos, dejando atrás a los competidores más conocidos y con mayor historia Ferrari, McLaren-Mercedes y Renault.
Cosworth, ausente desde la temporada 2006, regresó en 2010. Los nuevos equipos Lotus Racing, HRT y Virgin Racing, junto con el establecido Williams, usaron este motor. La temporada también vio la retirada de los motores BMW y Toyota, ya que dichos equipos se retiraron de la Fórmula 1 debido a la crisis financiera vivida durante aquellos años.
Una de las revoluciones más importantes y que afecta de forma directa a los propulsores usados durante esta etapa llegó en 2009. Esa temporada supuso el uso del famoso KERS (Kinetic Energy Recovery System). Se trata de un sistema capaz de generar energía en las frenadas.  La energía puede almacenarse como energía mecánica (como en un volante) o como energía eléctrica (como en una batería). El KERS llegaba a desenvolver una potencia máxima de 81 CV (60 kW) durante un breve periodo de tiempo. Cuatro equipos lo usaron en algún momento de la temporada, más concretamente Ferrari, Renault, BMW y McLaren.
Aunque KERS todavía era legal en la F1 en la temporada 2010, todos los equipos acordaron no usarlo y un año después, en la temporada 2011, el KERS regresó a la competición junto con una de las innovaciones más importantes de los últimos tiempos y que aún sigue vigente en la Fórmula 1. Hablamos del DRS (Drag Reduction System) Se trata de un alerón móvil que se abre en determinadas zonas del circuito (generalmente rectas) y que tiene como objetivo reducir momentáneamente la carga aerodinámica para alcanzar una velocidad mayor y generar un mayor número de adelantamientos durante la carrera. La activación del DRS es manual y normalmente, salvo excepciones, se activa mediante un botón ubicado en el volante del piloto.
Para la temporada 2012, solo Marussia y HRT corrieron sin KERS, y en 2013 todos los equipos contaban con un sistema KERS.

### 2014-2025
2014 supuso el fin de la era de los motores V8. La FIA anunció la intención de cambiar los propulsores V8 de 2.4 litros por los motores más sofisticados V6 turbo-híbridos de 1.6 litros con el objetivo de buscar una Fórmula 1 más barata, eficiente y concienciada con el medio ambiente. Las nuevas regulaciones incluyen múltiples sistemas de recuperación de energía y restricciones de flujo de combustible, para atraer más socios comerciales. La nueva fórmula reintrodujo motores turboalimentados, pieza clave en propulsores que fueron desapareciendo paulatinamente a finales de la década de los 80 inicios de los 90 para dejar lugar a motores atmosféricos. Con el reglamento en mano, las características generales de estas unidades de potencia son las siguientes: están limitados a 15.000 rpm, tienen una potencia que oscila actualmente entre los 980 y 1022CV dependiendo del motorista y cuentan con un peso total de 145 kg. Son realmente eficientes, con una media de consumo que ronda los 34 litros a los 100 km y cuentan con un depósito máximo de combustible capaz de albergar 105 litros.

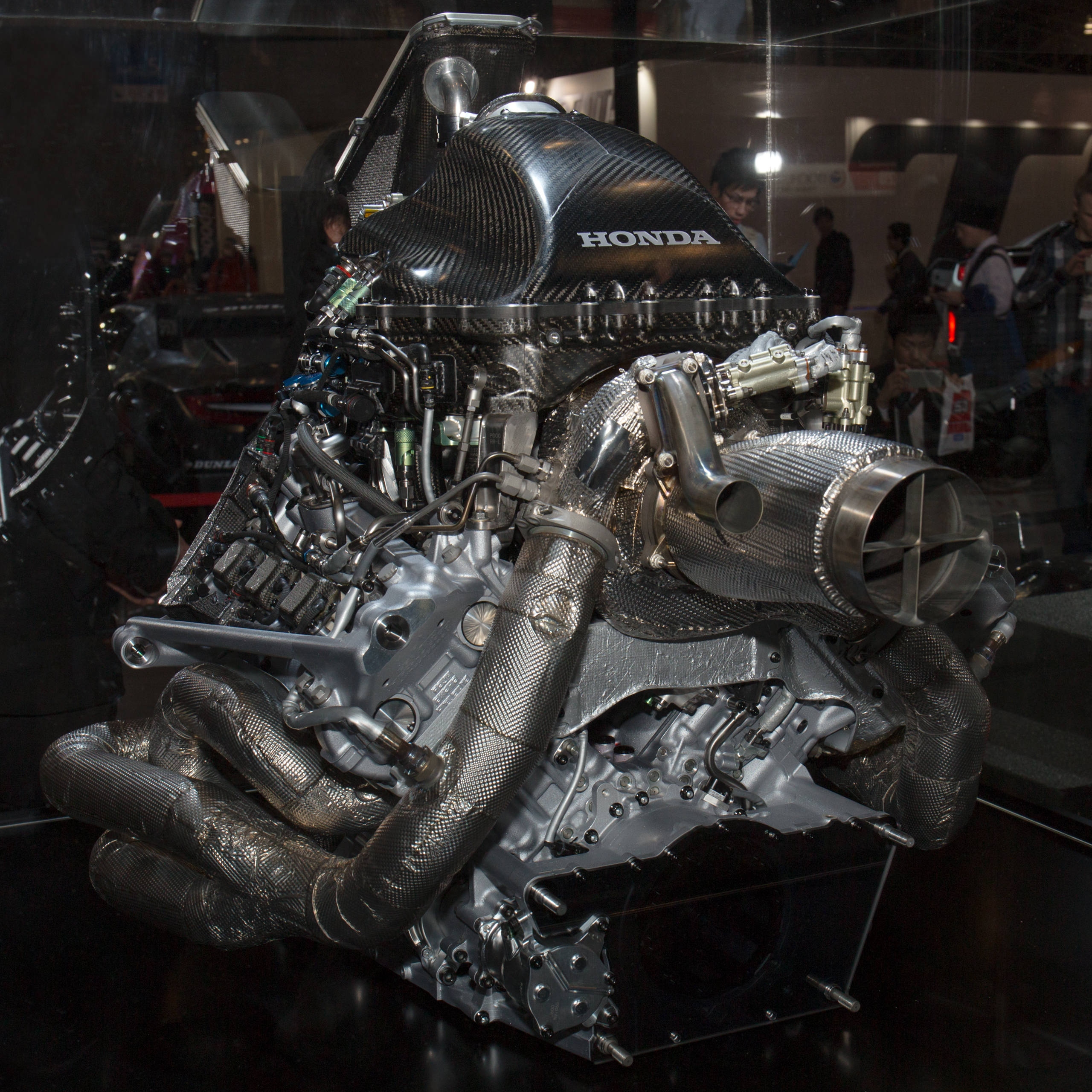
Honda RA616H de 2016.

De forma general, estos propulsores están formados por un motor de combustión interna o Internal Combustion Engine (ICE), que ofrece entre 750 y 800 CV y una parte eléctrica conocida como Energy Recovery System (ERS) similar al antiguo sistema eléctrico conocido como Kinetic Energy Recovery System (KERS). Este ERS es capaz de ofrecer 160 CV. La suma de ambas partes da como resultado los 900 o 950 CV mencionados anteriormente. El hecho de que estos V6 turbo híbridos estén compuestos por una parte mecánica y una eléctrica hace que se les conozca como unidades de potencia, por ello referirnos a ellos como motores es un concepto erróneo, ya que solo estaríamos haciendo referencia al motor de combustión interna.
Para comprender mejor el funcionamiento de estas unidades de potencia, vamos a estructurar y explicar cada uno de los elementos fundamentales que lo componen:
- Motor de combustión interna o Internal Combustion Engine (ICE): Se trata de un motor de combustión tradicional, V6 de 1.600 centímetros cúbicos limitado a 15.000 rpm. Durante la temporada 2018 los equipos solo cuentan con tres motores de combustión interna para realizar todo el mundial. El uso extra de algún motor, así como del MGU-H, turbo, dos MGU-K, baterías y centralita más supondrá una sanción saldada con posiciones en la parrilla de salida. La transición de motores V12, V10 y V8 a los actuales V6 turbo híbridos trajo consigo una pérdida en la sonoridad. El rugido característico de los motores de F1 se vio mermado desde 2014 y ha sido motivo de queja por gran parte de los aficionados a este deporte. La FIA ha tratado de solucionar este problema de varias formas sin conseguir el éxito esperado.
- Turbo: Sin duda es la pieza que ha supuesto un cambio drástico en los motores actuales de Fórmula 1. Tiene el papel de sobrealimentar al motor de combustión interna. El turbo está limitado a 100.000 rpm. En esencia, los gases resultantes de la combustión son recogidos y utilizados para mover una primera turbina. Esta turbina se conecta a un compresor mediante un eje. El giro de la turbina provoca el movimiento del eje y en consecuencia el funcionamiento del compresor. El aire, comprimido, pasa por el intercooler, encargado de enfriar el fluido antes de llegar al interior de los cilindros, lugar en el que se generará la combustión. El intercooler es de gran importancia, ya que el aire a menor temperatura provoca un mejor proceso de combustión que se traduce en una mayor entrega de potencia.
- Centralita o Electronic Control Unit (ECU): La centralita permite controlar todos los parámetros del monoplaza, incluyendo el motor. Un uso frecuente suele ser la elección del tipo de mapa motor, realizada por el piloto a través de los botones del volante. El piloto puede elegir entre una variedad de mapas motores, desde un mapa motor cuyo fin es el ahorro de combustible, hasta un mapa motor que permite exprimir el máximo potencial de la unidad de potencia.
- Batería o Energy Store (ES): El conjunto estructural de las baterías tiene un peso máximo limitado por reglamento. Este peso no puede exceder los 20/25 kg y no pueden superar los 4 megajulios de carga. El papel principal de estas baterías es la de almacenar la energía eléctrica que se genera gracias al MGU-K y al MGU-H. También se encarga de transferir la energía almacenada a los distintos sistemas cuando el piloto lo requiera con el fin de entregar un extra de potencia. La energía eléctrica puede ser utilizada hasta un máximo de 33 segundos por vuelta, dependiendo también del estilo de conducción del piloto en cuestión.
- Motor Generator Unit – Kinetic (MGU-K): El MGU-K es una versión mejorada del conocido KERS. La FIA exige que dicho sistema no exceda los 7 kg y la velocidad de giro esté limitado a 50.000 rpm. El MUG-K aprovecha la energía cinética generada en la frenada y la convierte en energía eléctrica. El MGU-K se acopla al cigüeñal del motor de combustión interna y puede desenvolver dos funciones:

1. Actuar como recuperador. La energía cinética generada en la frenada se convierte en energía eléctrica que se almacena en las baterías para ser usada en cualquier momento. La máxima transferencia de energía a las baterías es de 2 megajulios por vuelta.
2. Función motora: aprovechando que el MGU-K se conecta al cigüeñal del motor, se podría transferir energía eléctrica de las baterías al MGU-K (proceso inverso al anterior) y del MGU-K al motor de combustión interna. Se aprovecha su velocidad de giro para aportar más energía traduciéndose en la obtención de una mayor potencia. La máxima transferencia de las baterías al MGU-K es de 4 megajulios por vuelta.

Se puede usar el MGU-K como función motora incluso si las baterías están descargadas ya que el MGU-H también genera energía eléctrica mediante otro sistema, por lo que podría darse el caso de que la energía eléctrica que genera el MGU-H circule directamente al MGU-K para alimentar al motor de combustión interna sin necesidad de pasar por las baterías.
- Motor Generator Unit – Heat (MGU-H): La otra forma de generar energía eléctrica es mediante el MGU-H. Sus características se resumen en una velocidad de giro nunca superior a 145.000 rpm y un peso máximo de 4 kg. En esencia, se trata de un componente acoplado al eje de las turbinas del turbo y que convierte la energía térmica de los gases de escape generados durante la combustión en energía eléctrica. Al igual que en el MKG-K, el MGU-H se puede desempeñar dos papeles fundamentales, y es el piloto el que puede elegir en cada momento con el volante cómo desea que actúe el MGU-H:

1. Generador de energía: El MGU-H puede actuar como generador de energía, almacenándola en las baterías mientras se usa la electricidad que ya hay almacenada en las mismas para alimentar el MGU-K y por consecuencia al motor de combustión interna.
2. Como ya se ha explicado, el MGU-H puede generar energía eléctrica para transmitir directamente al MGU-K sin necesidad de pasar por las baterías.

Dado que el MGU-H se conecta al turbocompresor del motor a través de un eje, es necesario saber que el MGU-H interviene de forma significativa en la velocidad de giro del turbo. Por otra parte, la FIA no limita la cantidad de energía eléctrica que puede ser recuperada con este sistema. Como curiosidad es notable mencionar que Honda, fabricante que tras marcharse volvió a participar en esta gran competición con la inclusión de la era híbrida en 2015, es el equipo que más ha sufrido con el MGU-H, una de las principales causas de su falta de fiabilidad. Las unidades de potencia del motorista japonés tuvieron unos datos escalofriantes sumando 14 abandonos en la temporada de 2015, 10 en la temporada de 2016. en la temporada de 2017 se vio obligada a cambiar 19 motores, 23 turbos, 23 MGU-H, 17 MGU-K, 14 baterías y 13 centralitas, dejando un total de 18 abandonos entre los dos monoplazas. Sin duda, el equipo nipón ha sido el que más ha sufrido esta nueva etapa de la Fórmula 1, dejando en el dique seco durante estos tres año al piloto español Fernando Alonso, uno de los protagonistas más dañados durante la existencia del binomio McLaren-Honda.
Para 2019 se mantiene la especificación actual de las unidades de potencia, pero la FIA llevará a cabo una serie de modificaciones en el reglamento con el objetivo aumentar la tasa de adelantamientos en pista en las carreras. Durante los anteriores años, el peso conjunto entre piloto y monoplaza no podía exceder los 734 kg. A partir de 2019, el peso del piloto no se tendrá en consideración en el peso del coche, aunque los pilotos sí que deberán pesar un mínimo de 80 kg. Si pesan menos, deberán llevar lastre en los asientos para compensar esa ligera ventaja de peso. El peso de combustible, que hasta ahora ha sido limitado en 105 kg, se verá modificado y aumentado hasta un total de 110 kg, con el fin de que el ahorro de combustible en carrera sea menor y por tanto los pilotos puedan utilizar mapas motores más agresivos durante tramos más largos de la carrera, lo que fomentaría, a priori, el espectáculo. Con respecto a la seguridad, los pilotos utilizarán guantes biométricos que ofrezcan datos de salud sobre el piloto de forma constante, especialmente durante un accidente, lo que facilitaría el trabajo de los sanitarios.
La aerodinámica merece especial mención, y es que, la nueva normativa aerodinámica para la temporada 2019, significativos serán los cambios que sufran los monoplazas el próximo curso para solventar el mayor problema de la Fórmula 1 actual, la ausencia excesiva de adelantamientos. El avance aerodinámico que han sufrido lo monoplazas, especialmente desde 2014 con la inclusión de las unidades de potencia turbo híbridas, han sido enorme, especialmente en la parte delantera. Hasta ahora, los complejos alerones delanteros formados por gran cantidad de flaps, turning vanes, endplates y T-Wings redireccionan el flujo de aire hacia toda la parte posterior del monoplaza y realiza su función de forma correcta, pero a su paso por el coche va dejando tal estela turbulenta formada por vórtices, que resulta imposible perseguir a un monoplaza de cerca en la actualidad, provocando que el coche de atrás sea inestable y difícil de conducir por el piloto perseguidor, así como un sobrecalentamiento de los frenos, desgaste excesivo de los neumáticos, admisión de aire sucio y sobrecalentado para alimentar al motor e incapacidad para aprovecharse de rebufo.
Debido a toda esta problemática, la aerodinámica de los bólidos se verá modificada de cara a 2019, e incluirá:
- Un alerón delantero mucho más simplificado con menos flaps y menos generadores de vórtices. Esto hará que los monoplazas sean más lentos, algo que la FIA quiere compensar ensanchando la longitud de los alerones delanteros. Aumentado su superficie del ala, también mejora la carga aerodinámica.
- Eliminar complejidad en la entradas de aire para refrigerar los frenos. Estás entradas, además del propio conducto, constaban también de los ya mencionados generadores de vórtices, que evitaban que el flujo turbulento generado al chocar el aire con la rueda, se transmitiera al resto del coche pero este flujo turbulento sí que afectaría de forma significativa al coche perseguidor. Por lo tanto, para 2019, estos generadores de vórtices quedarán eliminados por completo.
- El alerón trasero se verá más ensanchado y con mayor profundidad. Esto afecta directamente al DRS, cuyo protagonismo y funcionalidad serán mayores con estas medidas.

### 2026 en adelante
En 2017, la FIA inició negociaciones con los constructores existentes y posibles nuevos fabricantes como Aston Martin, Porsche, Audi, Ilmor o Cosworth sobre la próxima generación de motores con una fecha de presentación proyectada para 2022. La propuesta inicial fue diseñada para simplificar diseños de motores, reducir costes, promover la entrada de nuevos motores y abordar críticas generadas con la aparición de las unidades de potencia V6 turbo híbridas en 2014.
Para 2026 se pretende mantener la configuración de propulsores 1.6 litros V6, pero eliminando de la estructura el MGU-H, sistema que ha traído de cabeza a diseñadores, ingenieros y mecánicos. El MGU-K sería más potente, con una introducción más flexible para permitir que el MGU-K juegue un papel más importante en el ámbito táctico y por ende con un mayor énfasis en la implementación por parte del piloto. La propuesta también requería la introducción de componentes estandarizados y parámetros de diseño para hacer que los componentes producidos por todos los fabricantes sean compatibles entre sí en un sistema denominado "plug and play". También se presentó una propuesta adicional para permitir que los monoplazas contaran con tracción a las cuatro ruedas, siendo el eje delantero impulsado por el MGU-K, algo novedoso teniendo en cuenta que actualmente toda la energía se transmite al eje trasero, pero ha sido descartado.

## Récords

### Victorias de Grandes Premios del Campeonato Mundial por fabricante
El récord de victorias de Grandes Premios del Campeonato Mundial por fabricante actualizado hasta el Gran Premio de Singapur 2024 y teniendo en cuenta que aquellos fabricantes en negrita son los motoristas que actualmente compiten en Fórmula 1 es el siguiente:
| Pos. | Fabricante           | Victorias | Primera victoria                   | Última victoria                 |
| ---- | -------------------- | --------- | ---------------------------------- | ------------------------------- |
| 1    | Ferrari              | 247       | 1951 Gran Premio de Gran Bretaña   | 2024 Gran Premio de Italia      |
| 2    | Mercedes             | 220       | 1954 Gran Premio de Francia        | 2024 Gran Premio de Singapur    |
| 3    | Ford                 | 176       | 1967 Gran Premio de Alemania       | 2003 Gran Premio de Brasil      |
| 4    | Renault              | 169       | 1979 Gran Premio de Francia        | 2021 Gran Premio de Hungría     |
| 5    | Honda                | 89        | 1965 Gran Premio de México         | 2021 Gran Premio de Abu Dabi    |
| 6    | Coventry Climax      | 40        | 1958 Gran Premio de Argentina      | 1965 Gran Premio de Alemania    |
| 7    | Honda RBPT           | 28        | 2023 Gran Premio de Baréin         | 2024 Gran Premio de China       |
| 8    | TAG                  | 25        | 1984 Gran Premio de Brasil         | 1987 Gran Premio de Portugal    |
| 9    | BMW                  | 20        | 1982 Gran Premio de Canadá         | 2008 Gran Premio de Canadá      |
| 10   | BRM                  | 18        | 1959 Gran Premio de Alemania       | 1972 Gran Premio de Mónaco      |
| 11   | Red Bull Powertrains | 17        | 2022 Gran Premio de Arabia Saudita | 2022 Gran Premio de Abu Dabi    |
| 12   | Alfa Romeo           | 12        | 1950 Gran Premio de Gran Bretaña   | 1978 Gran Premio de Italia      |
| 13   | Offenhauser          | 11        | 1950 500 Millas de Indianápolis    | 1960 500 Millas de Indianápolis |
| 14   | Maserati             | 11        | 1953 Gran Premio de Italia         | 1967 Gran Premio de Sudáfrica   |
| 15   | Vanwall              | 9         | 1957 Gran Premio de Gran Bretaña   | 1958 Gran Premio de Marruecos   |
| 16   | TAG Heuer            | 9         | 2016 Gran Premio de España         | 2018 Gran Premio de México      |
| 17   | Repco                | 8         | 1966 Gran Premio de Francia        | 1967 Gran Premio de Canadá      |
| 18   | Mugen-Honda          | 4         | 1996 Gran Premio de Mónaco         | 1999 Gran Premio de Italia      |
| 19   | Matra                | 3         | 1977 Gran Premio de Suecia         | 1981 Gran Premio de Canadá      |
| 20   | Porsche              | 1         | 1962 Gran Premio de Francia        | 1962 Gran Premio de Francia     |
| 21   | Weslake              | 1         | 1967 Gran Premio de Bélgica        | 1967 Gran Premio de Bélgica     |
| 22   | BWT Mercedes         | 1         | 2020 Gran Premio de Sakhir         | 2020 Gran Premio de Sakhir      |

1. ↑  Entre 1994 y 2005 construido por  Ilmor.
2. ↑  Construido por  Cosworth.
3. ↑  Construido por  Honda.
4. ↑  Construido por  Porsche.
5. ↑  Construido por  Honda.
6. ↑  Las 500 millas de Indianápolis formaron parte del Campeonato Mundial de Pilotos desde 1950 hasta 1960.
7. ↑  Construido por  Renault.
8. ↑  Construido por  Mercedes.

### Mayor número de victorias por temporada
Teniendo en cuenta que a lo largo de la historia de la Fórmula 1, los calendarios que conforman las temporadas han tenido un número diferente de Grandes Premios, clasificaremos el total de carreras ganadas por equipo de dos formas: por número de victorias totales en una temporada y por porcentaje global.

#### Por número
| Posición | Fabricante | Temporada | Carreras | Victorias | Porcentaje | Motor(es)          | Equipo(s) ganador(es)            |
| -------- | ---------- | --------- | -------- | --------- | ---------- | ------------------ | -------------------------------- |
| 1        | Honda RBPT | 2023      | 22       | 21        | 95.5%      | RBPTH001           | Red Bull Racing                  |
| 2        | Mercedes   | 2016      | 21       | 19        | 90.5%      | PU106C Hybrid      | Mercedes                         |
| 3        | RBPT       | 2022      | 22       | 17        | 77.3%      | RBPTH001           | Red Bull Racing                  |
| 4        | Renault    | 1995      | 17       | 16        | 94.1%      | RS7                | Benetton, Williams               |
| 4        | Mercedes   | 2014      | 19       | 16        | 84.2%      | PU106A Hybrid      | Mercedes                         |
| 4        | Mercedes   | 2015      | 19       | 16        | 84.2%      | PU106B Hybrid      | Mercedes                         |
| 7        | Ford       | 1973      | 15       | 15        | 100.0%     | DFV                | Lotus, Tyrrell, McLaren          |
| 7        | Honda      | 1988      | 16       | 15        | 93.8%      | RA168E             | McLaren                          |
| 7        | Ferrari    | 2002      | 17       | 15        | 88.2%      | Tipo 050, Tipo 051 | Ferrari                          |
| 7        | Ferrari    | 2004      | 18       | 15        | 83.3%      | Tipo 053           | Ferrari                          |
| 7        | Mercedes   | 2019      | 21       | 15        | 71.4%      | M10 EQ Power+      | Mercedes                         |
| 12       | Renault    | 2013      | 19       | 14        | 73.7%      | RS27-2013          | Lotus, Red Bull                  |
| 13       | Ford       | 1974      | 15       | 12        | 80.0%      | DFV                | McLaren, Tyrrell, Lotus, Brabham |
| 13       | Ford       | 1977      | 17       | 12        | 70.6%      | DFV                | Lotus, McLaren, Wolf, Shadow     |
| 13       | TAG        | 1984      | 16       | 12        | 75.0%      | TTE PO1            | McLaren                          |
| 13       | Renault    | 1996      | 16       | 12        | 75.0%      | RS8                | Williams                         |
| 13       | Renault    | 2011      | 19       | 12        | 63.2%      | RS27-2011          | Red Bull                         |
| 13       | Mercedes   | 2017      | 20       | 12        | 60.0%      | M08 EQ Power+      | Mercedes                         |

#### Por porcentaje global
| Posición | Fabricante | Temporada | Carreras | Victorias | Porcentaje | Motor(es)          | Equipo(s) ganador(es)          |
| -------- | ---------- | --------- | -------- | --------- | ---------- | ------------------ | ------------------------------ |
| 1        | Ford       | 1969      | 11       | 11        | 100.0%     | DFV                | Matra, Brabham, Lotus, McLaren |
| 1        | Ford       | 1973      | 15       | 15        | 100.0%     | DFV                | Lotus, Tyrrell, McLaren        |
| 3        | Honda RBPT | 2023      | 22       | 21        | 95.5%      | RBPTH001           | Red Bull Racing                |
| 4        | Renault    | 1995      | 17       | 16        | 94.1%      | RS7                | Benetton, Williams             |
| 5        | Honda      | 1988      | 16       | 15        | 93.8%      | RA168E             | McLaren                        |
| 6        | Ford       | 1968      | 12       | 11        | 91.7%      | DFV                | Lotus, McLaren, Matra          |
| 7        | Mercedes   | 2016      | 21       | 19        | 90.5%      | PU106C Hybrid      | Mercedes                       |
| 8        | Ferrari    | 2002      | 17       | 15        | 88.2%      | Tipo 050, Tipo 051 | Ferrari                        |
| 9        | Ferrari    | 1952      | 8        | 7         | 87.5%      | Tipo 500, Tipo 375 | Ferrari                        |
| 10       | Alfa Romeo | 1950      | 7        | 6         | 85.2%      | Tipo 158, Tipo 159 | Alfa Romeo                     |
| 11       | Mercedes   | 2014      | 19       | 16        | 84.2%      | PU106A Hybrid      | Mercedes                       |
| 11       | Mercedes   | 2015      | 19       | 16        | 84.2%      | PU106B Hybrid      | Mercedes                       |

1. ↑  Solo Alberto Ascari corrió las 500 Millas de Indianápolis en 1952 con  Ferrari.
2. ↑   Alfa Romeo no participó en las 500 Millas de Indianápolis en 1950.

### Mayor número de victorias consecutivas
| Posición | Fabricante | Victorias | Temporada(s)     | Grandes Premios                                              | Motor(es)                    | Equipo(s) ganador(es)                 |
| -------- | ---------- | --------- | ---------------- | ------------------------------------------------------------ | ---------------------------- | ------------------------------------- |
| 1        | Ford       | 22        | 1972, 1973, 1974 | 1972 Gran Premio de Austria-1974 Gran Premio de Sudáfrica    | DFV                          | Lotus, Tyrrell, McLaren, Brabham      |
| 2        | Ford       | 20        | 1968, 1969, 1970 | 1968 Gran Premio de Gran Bretaña-1970 Gran Premio de Mónaco  | DFV                          | Lotus, Matra, McLaren, Brabham, March |
| 3        | Renault    | 16        | 1995, 1996       | 1995 Gran Premio de Francia-1996 Gran Premio de San Marino   | RS7, RS8                     | Benetton, Williams                    |
| 4        | Honda RBPT | 14        | 2023             | 2023 Gran Premio de Baréin-2023 Gran Premio de Italia        | RBPTH001                     | Red Bull Racing                       |
| 5        | Honda      | 11        | 1988             | 1988 Gran Premio de Brasil-1988 Gran Premio de Bélgica       | RA168E                       | McLaren                               |
| 6        | Ferrari    | 10        | 2002             | 2002 Gran Premio de Canadá-2002 Gran Premio de Japón         | Tipo 051                     | Ferrari                               |
| 6        | Mercedes   | 10        | 2015, 2016       | 2015 Gran Premio de Japón-2016 Gran Premio de Rusia          | PU106B Hybrid, PU106C Hybrid | Mercedes                              |
| 6        | Mercedes   | 10        | 2016             | 2016 Gran Premio de Mónaco-2016 Gran Premio de Singapur      | PU106C Hybrid                | Mercedes                              |
| 6        | Mercedes   | 10        | 2018, 2019       | 2018 Gran Premio de Brasil-2019 Gran Premio de Francia       | M09 EQ Power+, M10 EQ Power+ | Mercedes                              |
| 10       | Ford       | 9         | 1980, 1981       | 1980 Gran Premio de Alemania-1981 Gran Premio de Bélgica     | DFV                          | Brabham, Williams                     |
| 10       | Renault    | 9         | 2013             | 2013 Gran Premio de Bélgica-2013 Gran Premio de Brasil       | RS27-2013                    | Red Bull                              |
| 10       | RBPT       | 9         | 2022             | 2022 Gran Premio de Francia-2022 Gran Premio de México       | RBPTH001                     | Red Bull Racing                       |
| 10       | Honda RBPT | 9         | 2023, 2024       | 2023 Gran Premio de Japón-2024 Gran Premio de Arabia Saudita | RBPTH001, RBPTH002           | Red Bull Racing                       |